# Secesja Wiedeńska

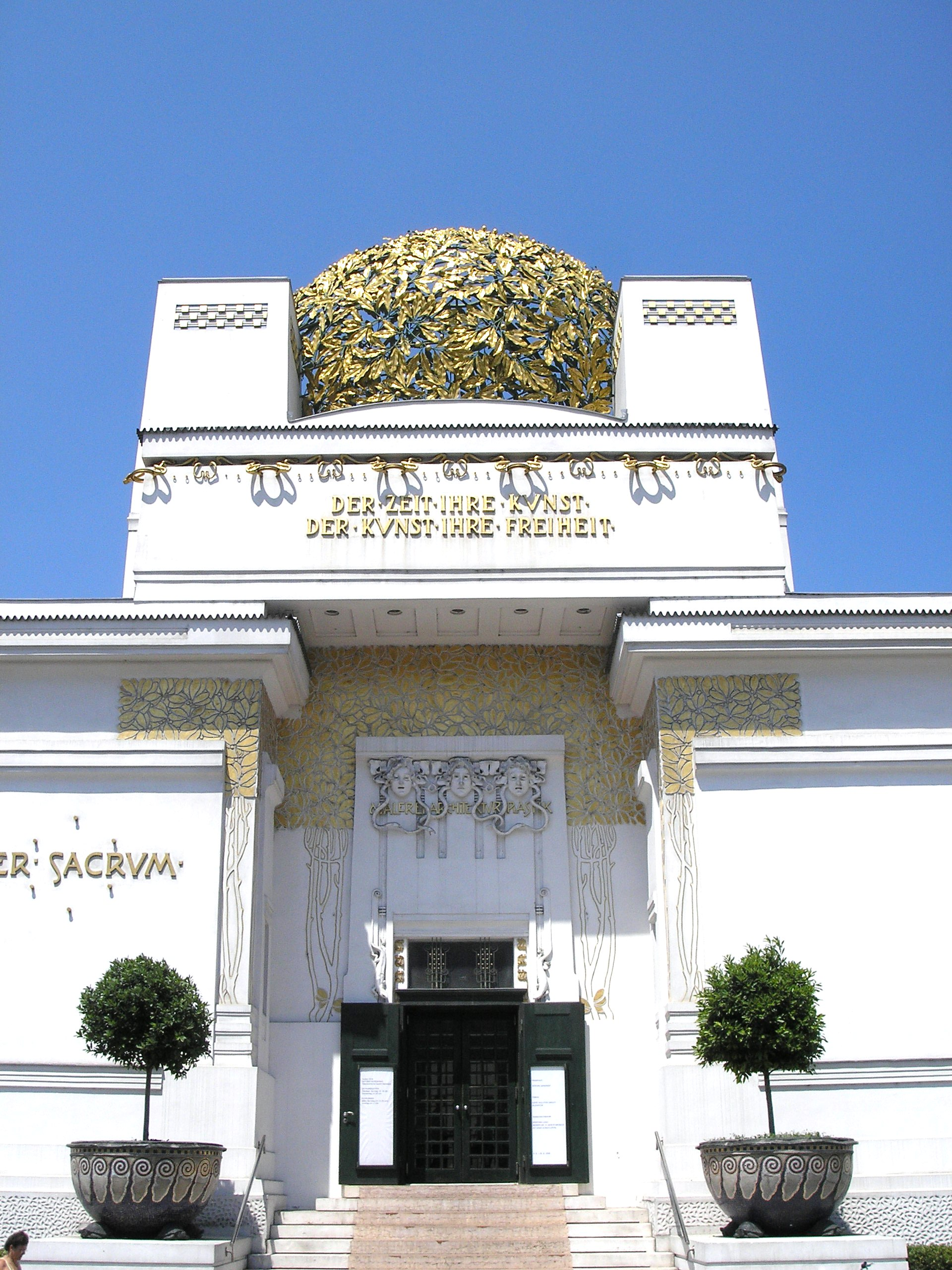
Budynek Secesji Wiedeńskiej

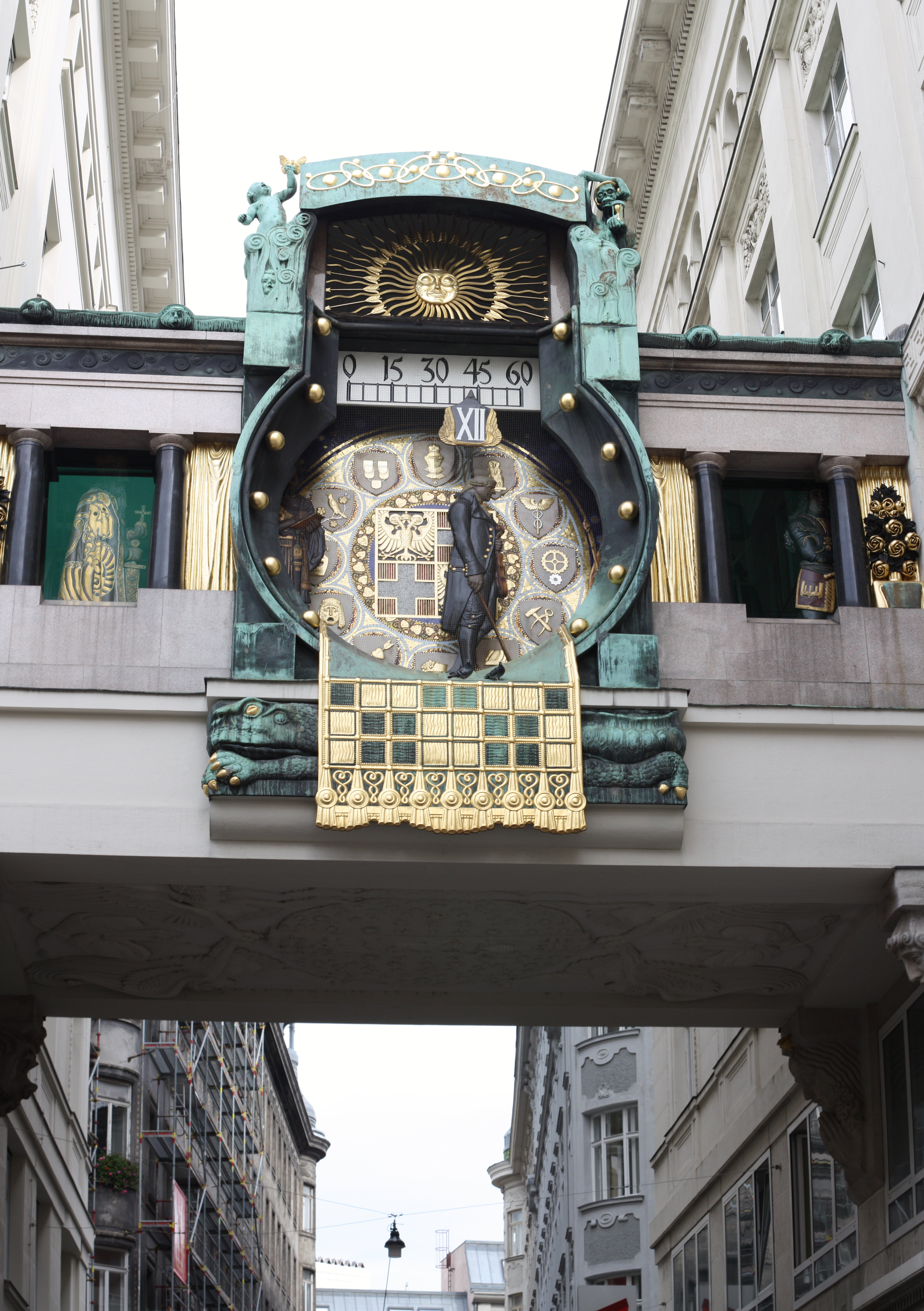
Zegar – Ankeruhr

Stowarzyszenie Sztuk Pięknych Secesji Austriackiej (niem. Vereinigung Bildender Künstler Österreichs Sezession) zwane popularnie Secesją Wiedeńską (niem. Wiener Secession) – stowarzyszenie architektów, malarzy, grafików, rzeźbiarzy działające w Wiedniu na przełomie XIX i XX w.

## Historia
Stowarzyszenie Secesji Wiedeńskiej zostało założone 3 kwietnia 1897 przez Gustava Klimta, Kolomana Mosera, Josefa Hoffmanna, Josepha Marię Olbricha, którzy odłączyli się (dokonali secesji) od Wiedeńskiego Domu Sztuki (Künstlerhaus), opanowanego przez artystów konserwatywnych, zwolenników historyzmu. Artyści ci dążyli do stylowej jedności sztuki dzięki łączeniu działań w różnych jej dziedzinach (architekturze, rzeźbie, grafice i rzemiośle artystycznym). Szybko cechami rozpoznawalnymi nowego stylu (Jugendstil) stały się płynne, faliste linie, ornamentacja abstrakcyjna bądź roślinna, swobodne układy kompozycyjne, asymetria, płaszczyznowość i linearyzm oraz subtelna pastelowa kolorystyka. Kolejnymi prezesami stowarzyszenia do wybuchu I wojny światowej byli: Gustav Klimt (1897–1899), Josef Engelhart (1900), Carl Moll (1901), Alfred Roller (1902), Wilhelm Bernatzik (1903), Felician Myrbach-Rheinfeld (1904), Ferdinand Andri (1905–1906), Franz Hohenberger (1907–1909), Josef Engelhart (1910), Robert Oerley (1911) i Rudolf Bacher (1912–1914).
W 1898 wzniesiono budynek wystawowy Secesji, zaprojektowany przez Josepha Marię Olbricha, który przy współpracy Gustava Klimta wręcz modelowo zrealizował założenia stowarzyszenia. W latach 1899–1905 jednym z czołowych przedstawiciel stowarzyszenia pozostawał wybitny architekt Otto Wagner. Twórcy Wiedeńskiej Secesji wzorowali się na Secesji Monachijskiej. W wystawach stowarzyszenia brali udział najwybitniejsi reprezentanci europejskiej secesji (art nouveau). Pierwsza wystawa nowego stowarzyszenia odbyła się w roku 1898 i w tym samym roku powstało austriackie czasopismo Ver Sacrum, którego nazwa (święta wiosna) miała symbolizować nadzieję na odnowienie sztuki. Staraniem stowarzyszenia urządzono pierwszą w Wiedniu wystawę impresjonistów. Czternastą z kolei wystawę 1902 poświęcono Beethovenowi. Wystawę zaprojektował architekt Josef Hoffmann, wokół sali obiegał fryz namalowany przez Gustawa Klimta, a pośrodku ustawiono rzeźbę pomnikową dłuta Maxa Klingera. W roku 1903 Josef Hoffmann i Koloman Moser w celu zreformowania rzemiosła artystycznego założyli spółdzielnię Wiener Werkstätte (Warsztaty Wiedeńskie), które w swym programie artystycznym stanowiły zapowiedź modernizmu.
W roku 1905 gdy wskutek różnicy zdań na tematy artystyczne Gustav Klimt, Otto Wagner oraz kilku innych artystów opuściło szeregi stowarzyszenia; jego działalność osłabła. Formalnie zostało rozwiązane decyzją władz nazistowskich w 1939. Działalność Secesji wznowiono w 1945 jako stowarzyszenia promującego sztukę nowoczesną.
Członkami stowarzyszenia byli w latach 1897–1914 m.in.: Ferdinand Andri, Rudolf von Alt, Josef Maria Auchentaller, Teodor Axentowicz, Rudolf Bacher, Wilhelm Bernatzik, Bolesław Biegas, Stanisław Dębicki, Josef Engelhart, Julius Exter, Max Fabiani, Julian Fałat, Stefan Filipkiewicz, Richard Gerstl, Max Hegele, Wlastimil Hofman, Josef Hoffmann, Franz Hohenberger, Carl Holzmann, Adolf Hölzel, Sepp Hubatsch, Władysław Jarocki, Alfons Karpiński, Gustaw Klimt, Oskar Kokoschka, Max Kurzweil, Konstanty Laszczka, Maximilian Liebenwein, Wilhelm List, Jacek Malczewski, Józef Mehoffer, Ivan Meštrović, Carl Moll, Koloman Moser, Felician Myrbach-Rheinfeld, Robert Oerley, Joseph Maria Olbrich, Emil Orlík, Maximilian Pirner, Jože Plečnik, Kazimierz Pochwalski, Alfred Roller, Malva Schalek, Othmar Schimkowitz, Jan Stanisławski, Ernst Stöhr, Wacław Szymanowski, Otto Wagner. W wystawach Secesji brała też udział Elena Luksch-Makowsky.
Później stowarzyszenie kontynuowało działalność, a wśród wystawiających byli m.in.: Franz Sedlacek (od 1920 albo 1921, formalnie przyjęty w 1927).